# ドラえもんのひみつ道具 (ら-り)
ドラえもんのひみつ道具 (ら-り) では、藤子・F・不二雄の漫画『ドラえもん』、『大長編ドラえもん』(VOL.1〜17)、藤子・F・不二雄のその他の著作に登場するひみつ道具のうち、読みが「ら」で始まるもの、および「り」で始まるものを列挙する。

## らくがき銃
らくがき銃（らくがきじゅう）は、「らくがきじゅう」（てんとう虫コミックス第15巻に収録）に登場する。
B4版ぐらいの大きさのボードと、それにケーブルで繋がった光線銃のような形をした銃のセット。対象物に銃口を向けるとボードのモニターに対象物が映し出され、そのモニターに落書きをすると対象物にモニターに書き込んだのと同じ落書きが現れる。逆に手でモニターを軽くこすると落書きが消える。
アニメ第2作第2期「らくがきを撃て！」（2022年2月12日放送）では、モニターに落書きしてから銃の引き金を引くと対象物に落書きが現れ、色も自由に指定できる。

## らくがきをけすガス
らくがきをけすガスは、「らくがきを消すガス」（藤子・F・不二雄大全集第18巻に収録）に登場する。
壁などに描かれた落書きにこのガスを吹きつけると、壁から落書きが飛び出して落書きをした者をこらしめるためにその者を追いかけてゆく。
てんとう虫コミックスでは第6巻収録「ドラえもん百科 すばらしい道具のいろいろ」で紹介している。
ひみつ道具の事典では、『ドラえもん全百科（ドラえもんオールひゃっか）』（1979年7月発行）のみ名称を「らくがき追いかけガス」としているが、『ドラえもんひみつ大事典』（1985年5月発行）以降の事典では「らくがきを消すガス」へと修正している。

## ラクダロボット
ラクダロボットは、「地平線テープ」（てんとう虫コミックス28巻に収録）に登場する。原作では呼称なしで、テレビアニメ第2作第2期での呼称。
ラクダ型の乗用ロボット。地平線テープで作った世界で乗って遊んだり、叱りに来た玉子から逃げたりするのに使った。
2018年5月18日放送のアニメでは、足を車輪に変えてより高速で走れる。動力源は電池。

## らくらく道具
らくらく道具（らくらくどうぐ）は、『のび太の日本誕生』に登場する。
どんな硬い岩や地面でも、豆腐のように簡単に砕くことのできる道具。
らくらくシャベル
シャベル。原作と映画の両方に登場。
らくらくつるはし
つるはし。原作のみに登場。用途が近い道具に「パワーつるはし」が存在する。
らくらくオノ
斧。原作のみに登場。
らくらくノコギリ
ノコギリ。原作のみに登場。

## らくらくとざんぼう
らくらくとざんぼうは、「らくらくとざんぼう」（藤子・F・不二雄大全集第16巻に収録）に登場する。
この帽子をかぶって頭上の羽飾りを後ろに倒すと、重力の方向が真下ではなく斜め前方に変化し、下り坂を降りるように楽に道を歩くことができる。重力方向の変化の度合いは、羽飾りの角度で調節できる。逆に羽飾りを前方へ倒すと重力方向も斜め後方に変化し、登り坂を登るように歩くのに難儀するおそれがある。重力変化を感じられるのは、帽子をかぶっている者のみ。
同様の道具に、「さか道レバー」、「リフトストック」がある。

## ラジコン雨雲
ラジコン雨雲（ラジコンあまぐも）は、『のび太の日本誕生』に登場する。
目測1メートルほどの小さな雨雲で、ラジコンで操作し、畑に雨を降らせる。雨水には肥料も含まれており、水分と栄養分を効率よく作物に与えることができる。

## ラジコンアンテナ
ラジコンアンテナは、「ラジコンアンテナ」（『小学二年生』1986年2月号に掲載、単行本未収録）に登場する。
このアンテナをつけると何でもラジコンになり、操縦機で操ることができる。取り付けられる物は動く物（乗り物、もしくは乗り物の玩具など）に限られる。
てんとう虫コミックス第26巻収録「ぼうけんパラシュート」にも、作中で名称は呼ばれないが、紙飛行機につけることで操縦可能になるアンテナが登場する。
『のび太の太陽王伝説』でも登場するが、設定がやや異なり、彫像の手の破片に取り付けて操縦していた。

## ラジコン宇宙人
声 - 不明（1979.6）→志賀克也（2012.5）→松本健太（2019.3）
ラジコン宇宙人（ラジコンうちゅうじん）は、「ニセ宇宙人」（てんとう虫コミックス第10巻に収録）に登場する。
8本足のタコのような姿をしたラジコンの宇宙人。コントローラーで操縦することができ、コントローラー付属のマイクに向かってしゃべることで宇宙人にしゃべらせることもできる。
組み立て円盤セットと組み合わせて使用する。

## ラジコン魚とり船
ラジコン魚とり船（ラジコンさかなとりぶね）は、「ひみつ道具で魚つり」（ぴっかぴかコミックススペシャル『カラー版ドラえもん』に収録）に登場する。
ラジコンで操縦する、玩具のように小さな漁船。魚を捕獲するための大砲が装備されている。
てんとう虫コミックスでは第11巻収録「ドラえもん大事典」に登場する。レーダーで魚を探知して追跡し、網で魚を捕らえる設定となっている。なお初出では「魚」の読みが「うお」だった。

## ラジコンシミュレーター
ラジコンシミュレーターは、「ラジコンシミュレーターでぶっとばせ」（てんとう虫コミックス第22巻に収録）に登場する。
自動車運転のシミュレーター。小型のラジコン自動車をシミュレーターで連動して動かす仕組み。自動車に備えつけられているカメラが捉えた映像がシミュレーターのスクリーンに投影され、さながら本当に自動車の運転をしているような実感がある。暗闇でもライトを点けると正面が明るくなる機能を持つ。火に飛び込んだときも（少なくとも焚火を突っ切るくらいは）平気だが、ラジコンが事故に遭うとその衝撃がシミュレーター自体にも伝わる危険な機能も搭載している（自分の車は無傷だが、相手のラジコンが破損する）。また、不快感を催す虫や小動物が大きく映るのも難点といえる（押し入れの中でライトに照らされたネズミが怪獣のように大きく映り、ドラえもんは絶叫を挙げ逃げ出した）。

## ラジコンずもう
ラジコンずもうは、「ドラえもん大事典」（てんとう虫コミックス11巻に収録）に登場する。
ラジコンで小さな力士を操り、相撲をとらせるゲーム。
初出である『小学四年生』1976年3月号掲載「未来の遊び百科」では、名称は「リモコンずもう」だった。

## ラジコン潜水艦セット
ラジコン潜水艦セット（ラジコンせんすいかんセット）は、「アワビとり潜水艦出航」（てんとう虫コミックス第26巻に収録）、テレビアニメ第2作第2期「出撃！潜水艦のび太号」に登場する。
玩具のように小さな潜水艦をラジコンで操縦できる道具のセット。部屋の天井などに潜望鏡を取り付けて潜水艦を川や海などに放ち、室内に置いた操縦機で潜水艦を操縦する。潜水艦の捉えた映像は、潜望鏡で見ることができる。地図を操縦機にセットすれば、自動操縦で目的地へ送り込むことも可能。潜水艦自体は吸盤付きマニピュレーターで貝などを捕獲でき、「タコスミ魚らい」という武器や、人魚姫などの立体映像を水中に投影するスライドも装備されている。
作中では風邪を引いた所為でスネ夫に四畳半島に連れて行ってもらえなかったのび太が使用。家に居ながら海中を探索し、サザエやアワビを捕った。しかしテレビアニメ第2作第1期では網に穴が開いていた為スネ夫の海水パンツとサザエ1個しか手に入らなかったが、テレビアニメ第2作第2期「出撃！潜水艦のび太号」では首尾よく沢山のアワビを手に入れ、野比家全員でバター焼きに舌鼓を打った。海水パンツを奪われたスネ夫は海から上がることも出来ず、テレビアニメ第2作第2期では風邪を引いてしまった。
ちなみにコロタン文庫『ドラえもんコミッククイズ③ ドラえもん未来へ過去へ』ではこの話に関するクイズが出ており、スネ夫の海水パンツの事を思い出したのび太が机に閉まってあった海水パンツをスネ夫に返したが、海水パンツはカビだらけになっていた。

## ラジコン太陽
ラジコン太陽（ラジコンたいよう）は、『のび太の日本誕生』に登場する。
ラジコンで操作する小さな太陽で、畑に強い日光を注ぐことで、作物を早く育てる。
携帯人工ミニ太陽（けいたいじんこうミニたいよう）
テレビアニメ第2作第2期「地底の国探検（後編）」（2007年2月23日放送）に登場。ラジコン太陽に類似した球体の道具。起動させると使用者付近の一定位置に浮遊し、使用者が移動すると一緒に移動する。ラジコン太陽は田畑の作物を育てるために使用し、光と共にある程度の熱を放出するが、携帯人工ミニ太陽は単に光源として用いている。水中にて問題なく使用していることから、熱はそれほど放出しないとみられる。

## ラジコンテレビ
ラジコンテレビは、「ラジコンテレビ」（てんとう虫コミックススペシャル『ドラえもんカラー作品集』第4巻に収録）に登場する。
手のひらより小さなテレビカメラ「ラジコンカメラ」と、専用のテレビモニタ付きコントローラー「ラジコンテレビ」のセット。ラジコンカメラを動力付きの玩具に取り付けることで、ラジコンテレビを用いてラジコン操縦できるようになる。ラジコンカメラが捉えた映像は、ラジコンテレビに映し出される。
作中では「ラジコンテレビ」という名称しか登場しない。テレビアニメ第2作第1期「ラジコンテレビ」では、テレビモニタを「ラジコンテレビ」とし、テレビカメラを「ラジコンカメラ」として区別している。

## ラジコンねん土
ラジコンねん土（ラジコンねんど）は、「ラジコンねん土」（藤子・F・不二雄大全集第11巻に収録）、「超大作特撮映画『宇宙大魔神』」（てんとう虫コミックス20巻に収録）、長編漫画『のび太の恐竜』に登場する。
ラジコンの形状を自由に粘土で作り、専用のコントローラーで操縦することができる。数キロ先からでも電波を発信できる。自動車でも飛行機でも作れるが耐久性は粘土と同等である。

## ラジコンのもと
ラジコンのもとは、「ラジコンのもと」（てんとう虫コミックススペシャル『ドラえもんカラー作品集』第3巻に収録）、「ラジコンでやっつけろ」（てんとう虫コミックススペシャル『ドラえもんカラー作品集』第6巻に収録）に登場する。
物を何でもラジコンにして操縦機で操ることができることができる道具。以下の2種類がある。
「ラジコンのもと」登場分
アンテナ状の「ラジコンのもと」を物に付けることで、ラジコンになる。「ラジコンアンテナ」と同様だが、こちらは動く物に限らず、家電製品、文房具、ただの雑巾など何でも操縦することができる。
「ラジコンでやっつけろ」登場分
回る装置、羽ばたく装置、歩く装置の3種類の「ラジコンのもと」があり、これを物に組み込むことでその通りに動くようになる。たとえばはばたく装置を折鶴に組み込めば、空を飛ばすことができる。テレビアニメ第2作第1期ではプロペラ付きの装置が登場しており、物に組み込むと空を飛ばす事が出来る。

## ラジコンロボ
ラジコンロボは、「タイムマシンがなくなった!!」（てんとう虫コミックス第22巻に収録）に登場する。
流されたタイムマシンを回収するためタイムベルトで弥生時代に行き着いたドラえもんとのび太が、ヤマタノオロチと対決する際に投げつけている。1コマだけの登場で詳細は不明。

## ラッキーガン
ラッキーガンは、「ラッキーガン」（てんとう虫コミックス第4巻に収録）に登場する。
4連発のリボルバーと弾丸のセット。赤い弾丸に当たると24時間すばらしい幸運に恵まれるが、黒い弾丸に当たると24時間とてつもない不運を呼び寄せてしまう。
使い方はこの銃に赤い弾丸3発、黒い弾丸1発を込めてこめかみに当て、ロシアンルーレットの要領で引き金を引く。最初に黒い弾丸を含めた全4発を装填しておかないと効果はない。命中した際は、赤い弾丸は「ピンポ～ン」と軽やかなメロディが流れるが、黒い弾丸は「ドジャン」などと怪光線のような衝撃がある。
なお、ロシアンルーレットは後になるほど引き金を引いた時に弾が発射する確率は高くなるが、後の人間に回ってくる確率は後になるほど低い（黒弾は逆）。しかし、作中ではママ、ジャイアン、スネ夫が3回連続赤い弾丸を当てている。のび太は最後の黒弾に当たって数々の悪運に見舞われるが、結局は元々一日がついてない日だとドラえもんに慰められた。

## リクエストテレビ
リクエストテレビは、「ドンジャラ村のホイ」（てんとう虫コミックス第35巻に収録）に登場する。
条件に見合った場所を見つけ出すテレビ。カメラを内蔵したロケットとモニターテレビとで構成される。どんな場所を希望しているか言葉で指示すると、ロケットが自動的に飛んで行ってその場所を見つけ出し、その光景がモニターテレビに表示される。

## 陸上ボート
陸上ボート（りくじょうボート）は、「陸上ボート」（てんとう虫コミックススペシャル『ドラえもんカラー作品集』第2巻収録）に登場する。
陸上を水上のように走るボート。一般的なボートと同様に、手でオールを漕いで進める。例え船が壊れてしまっても、乗っている人間は沈まず、船の破片だけ地中に沈む。
同様に陸上を走ることのできる船舶に、エンジンを搭載した「陸上モーターボート」や、地中を水中のように潜行できる「陸上せん水かん」がある。
陸上モーターボート
エンジンを搭載した4人乗りのボート。子供でも操縦が可能。
陸上せん水かん
地上や地中を進む潜水艦。鮫型魚雷が搭載されており、ボートに穴をあける程の威力がある。
似たようなひみつ道具として「原子力潜水艦型ゼンマイ式潜地艦」があるが、あちらは500m進む度に浮上してゼンマイを巻く必要があり、手間がかかる。

## リザーブマシン
リザーブマシンは、「ドラやき・映画・予約ずみ」（てんとう虫コミックス第17巻に収録）に登場する。
なんでも予約することのできる道具。専用のカードに「――（品物や人間）は――（自分の名前）が最初にもらう（または独占的に使う・会う）」などと書いてこの機械にセットしておくと、他の人間は一切の手出しができなくなる。品物の場合はたとえ販売が終了していても前から予約してあったことになり、手に入れることが可能になる。
特定の人間に制約を課す予約をした上で、それを取り消さずにすっぽかすと、相手は無駄に制約に従わされるため大変なトラブルを招く。のび太はマシンで記念切手を購入した際、買い損なった友人たちに見せびらかそうと「僕が行くまで何処へも出かけるな」と予約したが、取り消さないまま父と映画（これもマシンで予約）に出かけ、夜帰宅すると一歩も家から出られなかった友人たちから抗議電話が殺到した（ドラえもんが「医者を予約しようか」と言うほどの剣幕だった）。
「なんでもひきうけ会社」のシナリオでは道具を使って金儲けをしようとのび太が会社を設立した矢先、人気アーティストのジャイケル・マクソンの入手困難なチケット購入を大金を積んで依頼した客があり、のび太がマシンを使おうとしたら、スペアポケットの先にいたドラえもんに腕をつかまれて反省する羽目になった。

## 立体インベーダーゲーム
立体インベーダーゲーム（りったいインベーダーゲーム）は、「未来の町にただ一人」（てんとう虫コミックス第21巻に収録）に登場する。
インベーダーゲームの立体版で、インベーダーを模した無数の敵キャラクターが現実に宙に舞ってプレイヤーを襲い、プレイヤーは光線銃でこれを迎撃する。親玉として巨大なUFOも出現する。ゲームというからにはプレイヤーが倒されても苦痛はないのだろうが、作中の描写で見る限り、短時間失神する程度のショックはあるようである。
22世紀の世界で、夏休みなのにどこへも旅行へ行けないセワシが寂しく遊んでいたゲーム。ドラえもんも持っている。テレビアニメ第2作第1期では所持しておらず、物語のラストが友人と会話していたのび太が衣服代とスパゲッティ代を請求されるという内容に変更されている。第2作第2期では洗濯物を干そうとしていた玉子が間接的に光線銃の被害を受けておりのび太が叱られている。

## 立体オセロ
立体オセロ（りったいオセロ）は、「長い長いお正月」（てんとう虫コミックス第23巻に収録）に登場する。
22世紀で人気のゲーム。ただしドラえもんが出そうとしたところ、のび太が嫌がって止めたため、作中には登場していない。
22世紀の立体パズル（にじゅうにせいきのりったいパズル）
テレビアニメ第2作第2期「長い長いお正月」（2010年1月8日放送）に名前のみ登場。正月に子どもたちで遊べるようにとドラえもんが出そうとしたが、「頭を使うゲームは好まない」としてのび太に却下された。道具名の表記は字幕放送による。

## 立体効果音8チャンネル（花見のにぎわい）
立体効果音8チャンネル（花見のにぎわい）（りったいこうかおんはっチャンネル はなみのにぎわい）は、「何が何でもお花見を」（てんとう虫コミックス第45巻に収録）に登場する。
ラジカセのような機械と8つの小型スピーカーで構成される。のび太とドラえもんが真夜中に花見をすることになった際、のび太が「静かで寂しい」と言ったため、花見のにぎわいの演出用に用意したもの。

## 立体コピー紙
立体コピー紙（りったいコピーし）は、「立体コピー」（てんとう虫コミックス第13巻に収録）、「のび太の地底国」（てんとう虫コミックス第26巻に収録）、「ドラえもん大事典」、長編漫画『のび太の恐竜』（映画には未登場）に登場する。
この紙の上に物を乗せると、その物と寸分違わない立体的な複製品が紙から出てくる。人間の複製もできる。ただしあくまで形をコピーするのみで、本物のように動くことはないが、手足の向きをいじってポーズを取らせることはできる。また大変軽く、風が吹いただけで空に飛ばされてしまい、水にも浮く。乗り物はやはり動かすことはできないが、中に乗りこむことはできるので、風に飛ばせて動いているように見立てて遊ぶことなどは可能。
2020年代現在では立体コピー紙までにはいっていないが、実際に3Dコピー機が実現し立体コピーが可能になっている。
似たような道具に実物立体日光写真機があるが、この道具は長さ2メートルの感光紙を超えるものを撮影すると縮小されて出てくるところが違う。
書籍「続・ドラえもん全百科」のクイズによると、食品をコピーした場合は表面だけで中身がないため、スイカ丸ごとなどは皮だけで食べられないが、煎餅などは食べられるとしている。

## リニアモーターカーごっこ
リニアモーターカーごっこは、『のび太の日本誕生』『新・のび太の日本誕生』に登場する。
電車ごっこのように使用するロープ状の道具で、地磁気を利用して、地面から少し浮かんでリニアモーターカーのように最高時速380キロメートルで走ることができる。ただし浮遊しても、自分の足で走らなければならないため、のび太などの人並み以下の体力の持ち主は振り落とされてしまう。その上、正面に障害物があると避けきれず事故を起こしてしまう可能性がある。リメイク版『新・のび太の日本誕生』では最高時速400キロメートル、アニメ第2作第2期『空想動物サファリパークと約束の笛』では最高時速500キロメートルで走ることが出来るようになっていた。

## リニアモーターチョーク
リニアモーターチョークは、「リニアモーターチョーク」（てんとう虫コミックススペシャル『ドラえもんカラー作品集』第1巻収録）に登場する。
このチョークで床や地面などに線をひくと、その線の上をリニアモーターのように人や物が浮上して高速で走ることができる。
初出時の名称は「リニアモーターカーチョーク」だった。

## リフトストック
リフトストックは、「リフトストック」（てんとう虫コミックス37巻に収録）に登場する。
重力の方向を変えることで水平軸を操ることのできるストック。ストックで地面を突いて傾けた状態でボタンを押すと、そのストックの方向が垂直になるように重力の向きを変えることができる。きつい上り坂を下り坂にしてしまうなど、道を歩くときに重宝する。ただし名前でもわかるように、本来はスキーの際にリフトなしで頂上まで登るための道具。
ボタンを押した本人以外には効果はないが、本人はたとえストックを離しても効果がずっと持続し、もし他の誰かがストックが傾けた場合でも本人はその影響を受ける。その為、もし急斜面にして且つストックを手放した状態で斜面を転げ落ちでもすれば、さながらロッククライミングのように地面をよじ登る羽目になる。効果を取り消すのは、もう一度ボタンを押す必要があるが、これは本人でなくとも良い。
作中ではのび太が前述のような状態に陥ってしまい、解除後も平衡感覚が麻痺してしばらくはまともに立つことさえ出来なくなった。

## 流行性ネコシャクシビールス
流行性ネコシャクシビールス（りゅうこうせいネコシャクシビールス）は、「流行性ネコシャクシビールス」（てんとう虫コミックス第6巻）などに登場。
試験管に入ったビールス。このビールスを培養しながらあることを言い聞かせ（「スカートはミニが流行る」など）、ある程度増殖したところで風に乗せ散布すると、その流行を流行らせることができる。ビールスの効果は強烈で、普通は絶対に流行りそうもないムチャクチャな流行でも浸透させることが可能で、老若男女を問わずまさに猫も杓子も流行に乗る。ただし生来の流行への感度でいささか効果に差が出ることもあるらしく、流行に鈍感なのび太は他の人達からビールスの効き目が切れた後にビールスにとりつかれ、流行遅れの格好で町を歩いて笑いものになった。
なお、マスクをしている者には効果がない。テレビアニメ第2作第1期「のび太のニューファッション」（1998年4月3日）では、風邪を引いたしずか以外がのび太が作った流行ファッションをしており、空き地にいたのび太・ジャイアン・スネ夫・出木杉に対して「いくら流行だからってそんな格好するなんてみんな大嫌い」と言われてしまい、のび太はまたしずかに嫌われる羽目になった。
当初はビールスの寿命は1日だったが、のちに第9巻「王かんコレクション」で登場したときは数日間延びている。テレビアニメ第2作第2期「王かんコレクション」（2005年6月17日放送）では、「流行性ネコシャクシウィルス」という名前になっている（ビールス"virus"はイタリア語やドイツ語風の読み）。「流行性ネコシャクシウイルス」（2014年7月11日放送）では、「流行性ネコシャクシウイルス」となっている。

## 旅行地図
旅行地図（りょこうちず）は、「ドラえもん大事典」（てんとう虫コミックス11巻に収録）に登場する。
目測2メートルほどの地図で、行きたい場所に印をつけ、地図を体に巻きつけると、一瞬でその場所へ移動できる。地図次第では宇宙へも行ける。定員は2人。
「まほうの地図」（てんとう虫コミックス『ドラえもんプラス』第5巻に収録）でも、道具の名前は呼ばれないものの、酷似した道具が登場する。

## 旅行窓セット
旅行窓セット（りょこうまどセット）は、「旅行窓セット」（ぴっかぴかコミックス第17巻に収録）に登場する。
部屋にいながらにして様々な乗物での旅気分を味わうことのできる道具。壁掛け式のスクリーン（窓）を壁にかけ、ビデオデッキのようなリモコンを操作すると、あたかも乗物に乗って移動しているかのように、スクリーンに写る景色が変化してゆく。さらにスクリーンを開いて中を通り抜けると、実際にその移動先へ行くこともできる。
スクリーンは電車、バス、飛行機、ロープウェーなどさまざまなものが用意されており、目的地へ行くためにはこれらを実際の乗物の乗り継ぎのように組み合わせ、現実に存在する道路、線路、空路などを通る必要がある。また、移動にかかる時間も現実の乗物と同様。そういった意味では、一瞬で目的地へ行ける「どこでもドア」などより劣るともいえるが、何よりのんびり移動しながら景色が動く旅情を楽しめるのが、この道具の特徴である。